# Yaser Salem Bagharab
Yaser Salem Bagharab (* 1. Januar 1998) ist ein katarischer Mittel- und Langstreckenläufer jemenitischer Herkunft, der auch im Hindernislauf antritt. Er ist seit 2017 für Katar startberechtigt.

## Sportliche Laufbahn
Erste Erfahrungen bei internationalen Meisterschaften sammelte Yaser Salem Bagharab bei den Juniorenasienmeisterschaften 2014 in Taipeh, bei denen er mit 32:22,42 min die Bronzemedaille über 10.000 Meter gewann. 2015 gewann er bei den Jugendasienmeisterschaften in Doha ebenfalls Bronze im 3000-Meter-Lauf und belegte bei den Crosslauf-Weltmeisterschaften in Guiyang den 78. Rang in der U20-Wertung. 2017 erfolgte die Teilnahme an den Asienmeisterschaften in Bhubaneswar, bei denen er die Silbermedaillen im Hindernislauf sowie über 5000 Meter gewann. Anfang September belegte er bei Asian Indoor & Martial Arts Games in Aşgabat mit 8:07,67 min den fünften Platz über 3000 Meter und wurde zuvor bei den Arabischen-Meisterschaften in Radès Vierter im Hindernislauf. 2018 nahm er an den Hallenasienmeisterschaften in Teheran teil und gewann dort in 3,53,92 min die Silbermedaille im 1500-Meter-Lauf hinter dem Irani Amir Moradi und musste sich auch über 3000 Meter nur Hossein Keyhani, ebenfalls aus Iran, geschlagen geben. Bei den Asienspielen Ende August in der indonesischen Hauptstadt Jakarta gewann Bagharab mit neuer Bestleistung von 8:28,21 min die Silbermedaille im Hindernislauf hinter dem Iraner Hossein Keyhani und wurde im 5000-Meter-Lauf Fünfter.
2019 nahm er an den Asienmeisterschaften in Doha teil und belegte in 8:45,80 min den fünften Platz im Hindernislauf und in 13:56,30 min Rang sieben über 5000 Meter. Im Hindernislauf qualifizierte er sich zudem für die Weltmeisterschaften ebendort im Oktober, bei denen er mit 8:39,65 min im Vorlauf ausschied. 2021 gewann er bei den Arabischen Meisterschaften in Radès in 8:34,17 min die Bronzemedaille im Hindernislauf hinter dem Marokkaner Mohamed Tindouft und Hicham Bouchicha aus Algerien. 2023 siegte er in 8:33,63 min bei den Westasienmeisterschaften in Doha und gewann dort in 14:16,47 min die Silbermedaille über 5000 Meter hinter dem Bahrainer Dawit Fikadu. Anschließend gewann er bei den Asienmeisterschaften in Bangkok in 8:37,11 min die Silbermedaille im Hindernislauf hinter dem Japaner Ryōma Aoki und wurde über 5000 Meter in 14:22,23 min Sechster. Im Oktober belegte er bei den Asienspielen in Hangzhou in 8:34,14 min den fünften Platz im Hindernislauf und gelangte über 5000 Meter mit 14:03,25 min auf Rang neun. Im Jahr darauf belegte er bei den Hallenasienmeisterschaften in Teheran in 8:17,94 min den vierten Platz über 3000 Meter.

## Persönliche Bestzeiten
- 1500 Meter: 3:44,48 min, 1. Juli 2023 in Troyes
  - 1500 Meter (Halle): 3:53,92 min, 3. Februar 2018 in Teheran
- 3000 Meter: 7:58,19 min, 6. Juli 2019 in Hilversum
  - 3000 Meter (Halle): 7:53,59 min, 24. Januar 2020 in Valencia
- 5000 Meter: 13:56,30 min, 24. April 2019 in Doha
- 10.000 Meter: 32:22,42 min, 13. Juni 2014 in Taipeh
- 3000 m Hindernis: 8:25,79 min, 20. Juni 2019 in Huelva